# Polyrhachis pallipes
Polyrhachis pallipes is een mierensoort uit de onderfamilie van de schubmieren (Formicinae). De wetenschappelijke naam van de soort is voor het eerst geldig gepubliceerd in 1948 door Donisthorpe.